# Lepanthes blepharistes
Lepanthes blepharistes är en orkidéart som beskrevs av Heinrich Gustav Reichenbach. Lepanthes blepharistes ingår i släktet Lepanthes och familjen orkidéer. Inga underarter finns listade i Catalogue of Life.